# La señora joven
La señora joven é uma telenovela mexicana, produzida pela Televisa e exibida em 1972 pelo El Canal de las Estrellas.

## Elenco
- Ofelia Medina - Susana Ricarte
- Enrique Novi - Andrés Montiel
- Luis Torner - Simón Montiel
- Gregorio Casal - Octavio Servín
- José Gálvez - Laureano Montiel
- Magda Guzmán - Maura Montiel
- Manuel Rivera - Bernardo Montiel
- Rosario Granados - Josefina Montiel
- Beatriz Aguirre - Lucila Ricarte
- María Clara Zurita - Soledad Ricarte
- Eduardo Alcaraz - Federico Ricarte
- María Teresa Rivas - Martha
- Julieta Bracho - Rita
- Miguel Suárez - Porfirio Zamora
- Alma Muriel - Luisa Padilla
- Virginia Gutiérrez - Aurora
- Julio Lucena - Dr. Alberto
- Pancho Muller - Ezequiel Almaraz
- Cristina Moreno - Flora
- Julia Marichal - Coralito
- Benny Ibarra - Rodolfo